# 4120-as mellékút (Magyarország)
A 4120-as számú mellékút egy közel 12 kilométeres hosszúságú, négy számjegyű mellékút Szabolcs-Szatmár-Bereg vármegye keleti részén: Tunyogmatolcs és Szamosszeg községeket köti össze.

## Nyomvonala
Tunyogmatolcs központjában ágazik ki a 491-es főútból, annak a 4+350-es kilométerszelvénye táján, nyugati irányban, Rákóczi Ferenc utca néven; ugyanott ágazik ki az ellenkező irányban a 49 157-es számú mellékút, mely a belterület keleti széléig vezet. Mintegy 750 méter után északabbi irányba fordul és a Dózsa György utca nevet veszi fel, így is lép ki a lakott területek közül, nagyjából 1,2 kilométer megtétele után.
2,8 kilométer megtételét követően az út átlép Szamoskér határai közé, de sokáig külterületen halad, már majdnem a hatodik kilométerénél jár, amikor eléri e község belterületének déli szélét. Előbb Petőfi Sándor utca, majd Kossuth Lajos utca néven húzódik, utolsó itteni szakaszán pedig Ady Endre nevét viseli, így is hagyja el a belterületet, nagyjából 8,3 kilométer után. Szinte azonnal át is lép a következő község, Szamosszeg határai közé, és e helység belterületének délkeleti részében ér véget, beletorkollva a 4118-as útba, annak a 6+150-es kilométerszelvénye közelében.
Teljes hossza, az országos közutak térképes nyilvántartását szolgáló kira.kozut.hu adatbázisa szerint 11,904 kilométer.

## Települések az út mentén
- Tunyogmatolcs
- Szamoskér
- Szamosszeg